# Hierodula similis
Hierodula similis är en bönsyrseart som beskrevs av Max Beier 1935. Hierodula similis ingår i släktet Hierodula och familjen Mantidae. Inga underarter finns listade i Catalogue of Life.